# ダウンタウン熱血行進曲 それゆけ大運動会 〜オールスタースペシャル〜
『ダウンタウン熱血行進曲 それゆけ大運動会 ～オールスタースペシャル～』（ダウンタウンねっけつこうしんきょく それゆけだいうんどうかい ～オールスタースペシャル～）は、2015年3月5日にアークシステムワークスから発売されたプレイステーション3用ソフト。1990年に発売された同名ファミコン版『ダウンタウン熱血行進曲 それゆけ大運動会』のリメイク版である。

## 概要
ファミコン版『ダウンタウン熱血行進曲』から一部のゲームシステムを変更するなど、通常とは単純なグラフィックの移植作ではなく、拡張パック付けのリメイクという形式。

## あらすじ
冷峰学園の新生徒会長「とうどう」は、前生徒会長「やまだ」が起こした事件のお詫びとして、高校生らしく青春の汗を流す場として高校対抗の運動会を企画した。だがそれは建前であり、彼は運動会の場を利用して、各校に冷峰学園の力を改めて見せつけようとしていたのであった。
一方、 熱血高校では「くにお」たちによって運動会参加メンバーを決めるための選考会が行われていた。選考会に向かう人物にはファミコン版では見慣れぬ姿があった。彼は「エディットキャラクター」、つまりプレイヤーの分身で、退屈な学校生活に刺激を求めて運動会参加を目指す。

## モード
シングルプレイ
プレイヤーが操作する熱血高校の一員が運動会に参加し、決勝進出を目指して勝ち抜くモード。選択するとエディットキャラクターの顔や外見の編集が可能。
フリーバトル
1-4人までの対戦モード。さらにデフォルトに設定してプレイするとキャラクターの開放条件が満たせる。
オンラインバトル
ネットワークを通じて4人までオンライン対戦が可能。

## 参加チーム
熱血高校
メンバー：くにお、すがた、ななせ、たかみね、もりもと、いちじょう
応援ガール：ももぞの
- ファミコン版ではくにお以外は能力値が低いが、本作ではバランスが取れている。
- 各種目において活躍できるキャラクターが3人以上いる。一方、くにおを除くメンバーの体力は低い。

花園高校
メンバー：りき、さおとめ、まえだ、よしの、わしお、しみず
応援ガール：しまだ
- ファミコン版では格闘能力の高さに代わり、足の速い選手が少ないチームだった。本作ではキャプテンのりきの能力により、徒競走の種目でも不利ではなくなり、格闘に能力値が固まる万能チームへと変わった。

冷峰学園
メンバー：りゅういち、りゅうじ、こばやし、もちづき、はやさか、おとなし
応援ガール：あいはら
- ファミコン版ではいずれのキャラクターも能力が高く、最強のチームだった。本作では、他校のキャラクターが全体的に能力アップしたことにより、ある程度強いチームといったポジションに落ち着いている。。
- 全キャラ中で最速だったもちづきの素早さや、万能キャラのダブルドラゴンとこばやしの能力も健在だが、全体的な能力アップによるサブメンバー2人の弱体化や、見下ろすメンバーの複数受賞が可能となったことにより、4人のトップメンバーへの負担が大きくなった。

各校連合
メンバー：ごうだ、ごだい、にしむら、さわぐち、くまだ、はやみ
応援ガール：きりしま
- ファミコン版では最強クラスだったごうだが本作ではさらにパワーアップしている。また全キャラ中最低クラスだったさわぐちに必殺技"もずおとし"が追加されている。

冷峰四天王
メンバー：こばやし、きのした、たいら、もちづき、あおき、とみやま
応援ガール：たのうえ
- 全体的に高いステータスを誇る。
- 四天王であるこばやし、きのした、たいら、もちづきは高い性能を持ち、サブメンバーも特化した能力を持ち、種目次第で活躍が可能。

冷峰元生徒会
メンバー：おにづか、まつど、なかむら、こが、いちかわ、むとう
応援ガール：かなえ
- メンバー全員のバランスが良く、四天王チーム以上の高い潜在力を誇る。

冷峰運動部
メンバー：れいか、もりさわ、ごとう、くにたち、いりえ、かわだ
応援ガール：さが
- 冷峰学園運動部のエースが中心となって結成したチーム。
- 素早さが高い一方、格闘は弱く、特に防御力は低い。

恐山商業高校
メンバー：うがじん、たまやま、えんま、ふけ、うんたに、こづうま
応援ガール：うずひ
- 『熱血高校ドッジボール部 サッカー編』に登場したチーム。
- メンバー全員の攻撃力が低い一方、防御力が非常に高い。

百合ヶ丘女子
メンバー：ちなつ、ゆき、めぐみ、まみ、あつこ、かずよ
応援ガール：ようこ
秋葉学院
メンバー：たかおか、かわなか、ふくま、もとわき、かみかわ、ちとせ
応援ガール：たくも
- 前作の『くにおくんの超熱血!大運動会』より登場したチーム。ステータスが弱い一方、強力な必殺技を持つ。

千里台高校
メンバー：そのかわ、もり、いとう、おぐら、さかがみ、つちだ
応援ガール：ほうづき
- 『ダウンタウン熱血物語SP』の千里台ボンバーズが集まったチーム。
- メンバーの体力がエース級に優れる反面、素早いメンバーが少なくレース種目では不利になりがちで、得意分野と言える種目がない。

影村学園
メンバー：かみじょう、やまもと、もちだ、こんどう、おおにし、かい
応援ガール：うすば
- 上条と山本以外は又川工業高校の生徒たちで構成されている。
- 中距離必殺技及び近距離必殺技を持つ選手が半々に混合したチーム。トップの3人が中長距離必殺技を持っているが、近距離に弱い。

明暗高校
メンバー：かとう、たかはし、ささき、はやし、きむら、やまざき
応援ガール：みずはら
- 『熱血物語』のラスボスの山田大樹が事件後に転校した高校。山田本人は水面下で暗躍しているため参加しなかったが、山田に洗脳されたメンバーが出場する。
- 全種目で力を発揮できるたかはし、山田の術を利用してヒット&ランでの得点や玉割りが活かせるかとう、敷きアイテムが得意なささき、高い防御力と走力を誇るきむら、かとうの廉価版であるやまざきなど、それぞれの戦略に特化している。

服部学園
メンバー：よりつね、みつさだ、くわたり、あかぼし、みつ、とびた
応援ガール：きりがくれ
- 『熱血高校ドッジボール部 サッカー編』に登場したチーム。
- とびたを除くメンバーが必殺技の忍者シュートを持っており、体力とスピードが高い。

死愚魔高校
メンバー：さじ、ゆきざき、ほしな、ゆさ、そうま、かざと
応援ガール：まみや
- 『熱血高校ドッジボール部 サッカー編』に登場したチーム。
- 基本的に能力値が低く、相手に近寄るスピードは無い。

わーるど選抜
メンバー：ジョニー、ラファエル、へいるまん、らおちぇん、ビリー、ジミー
応援ガール：フォリーン
- 全メンバーに欠点がなく、能力値やスキルに優れる。
- 格闘が得意な一方で、他の弱体チームとは違う強い必殺技を持っている。

じゃぱん選抜
メンバー：とらいち、とらじ、げんえい、とびやま、つげ、けん
応援ガール：みしろ
- 泳ぎ以外は能力値が万能に近いチーム。
- ダブルタイガー兄弟の性能が非常に高く、交互に使用できる。一方、試合で掴める特化がない。

トビオカCC
メンバー：しんごFJ2、RK300-1、RK300-2、RK300-3、RK300-4、RK300-5
応援ガール：ともりん
- 全員が用立つ性能を持つチーム。各キャラクターとも、能力値とスキルのいずれも戦略や能力値に合うよう設定されている。
- 玉割りで使えるキャラクターがいないと欠点なしの強いチームである。

### その他の登場人物
ひろし
熱血硬派シリーズから登場した熱血高校の生徒。選手としては参加しないものの、これまでのシリーズ同様くにおの親友として熱血高校チームに協力し、メッセンジャー的役割を担う。隠しキャラクターの一人で、体力や攻撃面は低いが素早さに特化している。
わたる
ひろしと同様熱血硬派シリーズから登場した花園高校の生徒。花園のナンバー2を自称しているが、本作でも裏工作に精を出している。しかし花園高校が敗れた事を伝えられると動きを止め、決勝戦の終了後にりきの下へ謝罪に出向く一面を見せた。隠しキャラクターの一人で、キック力以外の能力値は低い。
とうどう
冷峰学園の生徒会長で、今回の運動会の主催者。冷峰学園を優勝させるべく裏であらゆる工作を行うも熱血高校が優勝し、その後は悪事が露見したことで学園の名を汚した事に怒った冷峰学園の生徒たちから袋叩きにされ、自身に従っていたダブルドラゴン兄弟からも見限られる。
特定条件を満たしていると9回戦の終了後にワールド選抜やじゃぱん選抜を招集し、山田やトビオカと共に熱血高校に再度勝負を挑んでくるも返り討ちに遭い、その後性懲りもなくリベンジを企んでいたところを長谷部に見つかり鉄山靠で吹っ飛ばされる。
やまだ
明暗高校の生徒で、シリーズおなじみ悪の大ボス。10回戦のムービーで姿を見せ藤堂に協力するも敗北し、藤堂と共に長谷部から制裁を受ける。
トビオカ
『超熱血！大運動会』から参戦。10回戦のムービーで姿を見せ自身のロボットを参戦させて藤堂に協力するも敗北し、山田、藤堂と共に長谷部の制裁を受けた。
こしば、にと
冷峰学園の生徒。金目当てで藤堂に協力し、七瀬を脅したり、放送室を占拠する悪事を働くが、熱血高校の優勝後は知らん顔を決め込んだ。
まつだ
冷峰学園の生徒で、七瀬の弟分。「学園長の壺を壊した」として七瀬を脅すダシに使われるが、身に覚えのないデマであり、熱血高校の優勝後に藤堂へ怒りをぶつける。

## スタッフ
- ディレクター：山口律
- プランナー：小島照男、富田こうへい、田上公美子、濱﨑真治
- プログラマー：甘中久也、青木一、野林雅大
- デザイナー：金芝薫、西村将輝、荻原裕志、三城摩衣子、こうとうしょう
- サポートプランナー：入江崇之、小林敬弘、溝田英明、藤原一毅
- サポートプログラマー：向恭輝、いせあきふみ、河村香
- サポートデザイナー：山本華奈江、佐賀綾乃、佐藤瑛祐、高岡周哉
- サウンド：澤和雄
- オープニング：坂井誠一、三宅祥一
- プロモーション：福島伸明、峯嶌将史、門田大樹、須藤夏葉、鈴木美香、幸村葉子、永島靖啓
- デバッグ：古谷亮輔
- ディレクター：金子宝巨
- プロヂューサー：永田厚二
- エグゼクティブ・プロデューサー：木戸岡稔